# Einsiedelei (Lennestadt)
Einsiedelei (heute eher bekannt als Altes Forsthaus Einsiedelei) ist ein Ortsteil der Stadt Lennestadt im Kreis Olpe in Nordrhein-Westfalen.

## Lage
Der Ortsteil Einsiedelei liegt im äußersten südwestlichen Bereich der Stadt Lennestadt in einer waldreichen Umgebung oberhalb des Baches Quermke. Damit gehört der Weiler neben Altenhundem zu den einzigen Ortsteilen Lennestadts, die bereits im Einzugsgebiet der Hundem liegen.
Der Parkplatz oberhalb des Forsthauses Einsiedelei ist sowohl über die Bundesstraße 55 (Abzweig nordöstlich  von Oberveischede) als auch von der Bundesstraße 517 (Abzweig nordöstlich von Welschen Ennest) zu erreichen. Die nächstgelegenen Weiler sind Apollmicke, Bruchhausen und Schmellenberg. Oberveischede, Kirchveischede, Bilstein, Benolpe, Rahrbach und Welschen Ennest sind größere Ortschaften in etwas weiterer Entfernung.
Einsiedelei liegt im östlichen Bereich des 295,85 ha großen Naturschutzgebietes Buchen- und Bruchwälder bei Einsiedelei und Apollmicke.

## Geschichte
Die Geschichte der Einsiedelei reicht zurück in das 18. Jahrhundert. Am 17. April 1731 gab Kurfürst Clemens August von Bayern (von 1723 bis 1761 als Clemens August I. Erzbischof von Köln) dem Einsiedler August Risse die Erlaubnis, in dem zur kurfürstlichen Rentei gehörigen Walde auf dem Sundern oder Wolfhardt eine „geringe Clause sampt einer Kapellen zu Ehren Gottes und des heiligen Johannes Nepomuceni aufbauen zu lassen, zu seinem Unterhalt im Amt Bilstein einige Almosen samlen zu dürfen und sich von dem Rentmeister zu Bilstein das nötige abständige Holz anweisen zu lassen.“
In den folgenden Jahren vergrößerte sich die Zahl der Eremiten; auch wurde angestrebt, in der Einsiedelei durch Ordenspriester ordentliche Gottesdienste abhalten zu lassen. Es wurden auch Vorwürfe erhoben, die Eremiten betrieben ein einträgliches Bettelgeschäft und lebten davon im Überfluss. Gegen diese Entwicklung wehrten sich die benachbarten Pfarreien und insbesondere auch das Franziskanerkloster Attendorn, das um Einbußen im Spendenaufkommen fürchtete. Anfang Juni 1788 wurden durch die zuständigen Gremien Richtlinien für Eremiten geschaffen und zwecks besserer Überwachung der Pastor M. Ludolf Herold zu Hoynkhausen mit der Aufsicht über die Eremiten betraut. Bis zur Säkularisation im Jahr 1803 ist von der Einsiedelei nichts mehr bekannt geworden.
Zum Zeitpunkt der Säkularisation, die auch im Kreis Olpe zur Auflösung kirchlicher Institutionen und Enteignung ihrer Besitztümer führte, lebten in der Einsiedelei noch drei Eremiten höheren Alters. Das Ministerium in Darmstadt (der Kreis Olpe gehörte von 1803 bis 1816 zum Großherzogtum Hessen-Darmstadt) ordnete an, dass die Eremiten bis an ihr Lebensende nicht vertrieben werden sollten. Der Versteigerungstermin der Einsiedelei konnte daher erst am 31. Juli 1810 bekannt gemacht werden. Die wertvolle Immobilie umfasste 8 Wohnräume und 1 Keller, daneben 1 Kapelle, 1 kleinen Stall und 1 Backhaus; im April 1811 wurden die Objekte an den Oberförster Götz in Ewig übergeben. Die Versteigerung des Inventars stieß ebenfalls auf ein großes Interesse.
Am Ort der alten Einsiedelei wohnten Ende Juni 2020 fünf Personen. Die nähere Umgebung ist geprägt durch Buchenwälder mit vielfältigen Arten von Pflanzen und Tieren. Die Einsiedelei ist daher ein beliebtes Ziel von Wanderern und Naturfreunden.